# Embryometra mortenseni
Embryometra mortenseni is een haarster uit de familie Colobometridae.
De wetenschappelijke naam van de soort werd in 1938 gepubliceerd door Torsten Gislén.